# Флёри-сюр-Андель
Флёри-сюр-Андель (фр. Fleury-sur-Andelle) — коммуна на севере Франции, регион Нормандия, департамент Эр, кантон Ромийи-сюр-Андель, в 25 км к юго-востоку  от Руана, на берегу реки Андель, притока Сены.
Население (2018) — 1 838 человек.

## История
Поселение в этом месте на дороге из Парижа в Руан было основано в римские времена. У Флёри река Андель разделяется на два рукава, образуя остров Мулен. Здесь любил бывать король Хлодвиг; по легенде волшебник Мерлин отломил ветвь на яблоне и, окунув её в воду, освятил остров. Тамплиеры, после них иллюминаты, хранили на острове ценные манускрипты. К настоящему времени ничего из этого не сохранилось, а сам остров находится в запущенном состоянии.

## Достопримечательности
Кирпичная церковь Богоматери в Долине (Notre-Dame de la Vallée) середины XIX века, построена на месте разрушившейся от ветхости старинной церкви Святого Уана.

## Экономика
Уровень безработицы (2014) — 16,7 % (Франция в целом —  13,5 %, департамент Эр — 13,7 %). 

Среднегодовой доход на 1 человека, евро (2014) — 18 770 (Франция в целом — 20 150, департамент Эр — 20 445).

## Демография
Динамика численности населения, чел.

## Администрация
Пост мэра Флёри-сюр-Анделя с 2020 года возглавляет Реми Вьейяр (Rémi Vieillard). На муниципальных выборах 2020 года  возглавляемый им список победил в 1-м туре, получив 52,92 % голосов.
| Период | Период | Фамилия       | Партия                                           | Примечания                                                                               |
| ------ | ------ | ------------- | ------------------------------------------------ | ---------------------------------------------------------------------------------------- |
| 1977   | 2020   | Жан-Клод Реми | Объединение в поддержку Республики Разные правые | врач, член Генерального совета департамента, член Регионального совета Верхней Нормандии |
| 2020   |        | Реми Вьейяр   |                                                  | коммерческий директор                                                                    |

## Галерея

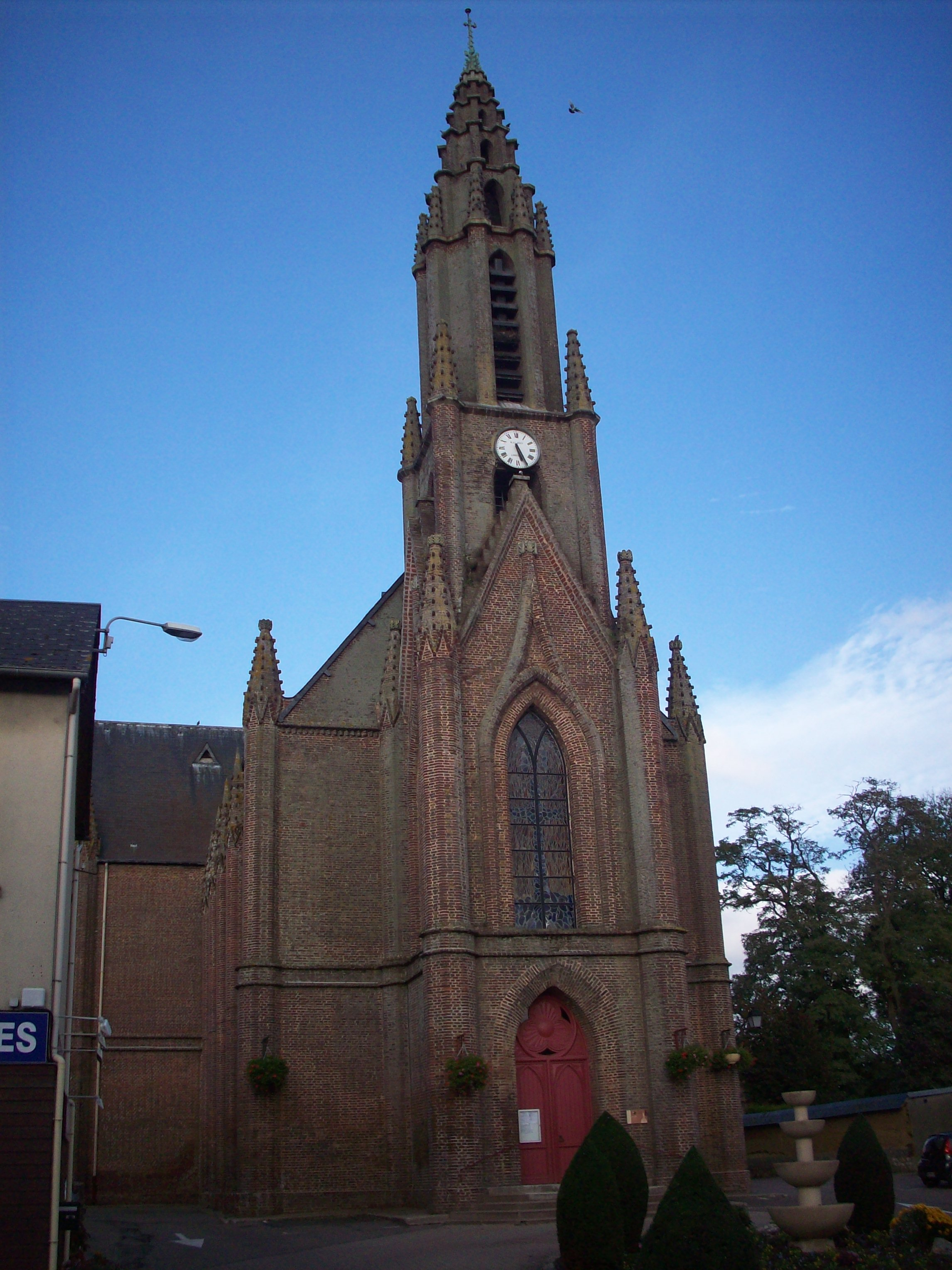
Церковь Богоматери в Долине

1. 1 2  база данных о французских коммунах — Национальный географический институт Франции, 2015.